# Antoni Lukianowicz Andrzejowski

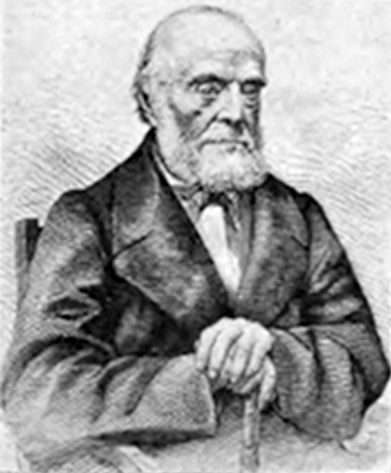
Antoni Andrzejowski

Antoni Lukianowicz Andrzejowski (auch Anton und Andrzeiovski, Andrzeiowski, Andrzeiowsky, russisch Антон Лукьянович Андржейовский Anton Lukjanowitsch Andrschejowski; * 1784 oder 1785 in Warkowicze, Polen-Litauen; † 12. Dezemberjul. / 24. Dezember 1868greg. in Stawyschtsche, Russisches Kaiserreich) war ein russisch-polnischer Botaniker, Zoologe und Paläontologe. Sein offizielles botanisches Autorenkürzel lautet „Andrz.“.
Er benutzte auch das Pseudonym Stary Detiuk (der alte Detiuk).

## Leben
Er kam als Sohn eines Bankangestellten und Gutsverwalters im Dorf Warkowicze, heute Warkowytschi (Варковичі) in der ukrainischen Oblast Riwne, zur Welt. Er wuchs in verschiedenen Orten der West-Ukraine auf und studierte nach dem Tod des Vaters (1801) in Vilnius. Andrzejowski war ein Schüler der Botaniker Franz Scheidt und Wilibald Swibert Joseph Gottlieb von Besser in Kremenez und war Lehrer am Lyzeum in Kremenez. Nachdem sein polnischsprachiges Lyzeum 1832 aufgelöst worden war, war er ab 1832 Assistent von Besser und Dozent an der St.-Wladimir-Universität in Kiew. Das musste er aufgeben, als ihn russische Behörden der Beherbergung von Verschwörern verdächtigten. Er lehrte ab 1839 Naturgeschichte am Lyzeum in Nischyn und ging 1852 als Professor in den Ruhestand nach Stawyschtsche, wo er den Botanischen Garten führte.
Sein Spezialgebiet waren Kreuzblütler (Brassicaceae) und die Flora der Ukraine. Er interessierte sich aber auch für Zoologie, Geologie und Paläontologie.
Andrzejowski beschrieb 51 fossile Tierarten aus dem Miozän von Wolhynien. 1825 veröffentlichte er eine Liste ukrainischer Wildpflanzen und postum 1869 eine Flora der Ukraine und ihrer Nachbargebiete. Er sammelte in Litauen, Wolhynien, der Ukraine und Podolien. Gelegentlich arbeitete er auch über Zoologie, vor allem Reptilien und Amphibien.
Die Korbblütler-Gattung Andrzeiowskia ist ihm zu Ehren benannt. Er war Mitglied  der Moskauer Gesellschaft der Naturforscher und der Warschauer naturkundlichen Gesellschaft und Korrespondent der Universität Kiew.
Zu seinen Erstbeschreibungen zählt Steifes Barbarakraut aus der Familie der Kreuzblütler (Brassicaceae).